# Yayi Boni
Dr. Thomas Yayi Boni (Tchaourou, 1. srpnja 1952.), beninski bankar i političar koji je služio kao predsjednika Benina od 2006. do 2016.
Rodio se u mjestu Tchaourou, a obrazovanje je stekao u glavnom gradu svoje provincije na sjeveru zemlje.
Školovao se i u inozemstvu,a prije stupanja na vlast obnašao je niz važnih i visokih položaja.
Predmeti njegovog studiranja su bili politika i ekonomija. Ekonomiju je i doktorirao 1976. godine. Otud onaj dr. uz njegovo ime.
Ušavši u politiku,želio je napraviti promjene. Pobijedio je na izborima 2006. godine.
Izbori su okarakterizirani kao mirni i pošteni. Za položaj predsjednika natjecalo se 26 kandidata.
Pobijedio je u drugom krugu osvojivši oko 75 % glasova. Preživio je i pokušaj atentata.
Iako potječe iz muslimanske obitelji, sada ispovijeda protestantizam.
U rujnu 2021. Patrice Talon i Thomas Boni Yayi, politički saveznici koji su postali intimni neprijatelji, sastali su se u palači Marina u Cotonouu. Tijekom ovog tête-à-têtea, Thomas Boni Yayi predstavio je Patrice Talon niz prijedloga i zahtjeva, koji se posebno odnose na oslobađanje "političkih pritvorenika".